# جاكي كانتويل
جاكي كانتويل (بالإنجليزية: Jackie Cantwell)‏ (21 نوفمبر 1923 في المملكة المتحدة - 1989) هو مدرب كرة قدم ولاعب كرة قدم بريطاني (وحمل سابقاً جنسية المملكة المتحدة لبريطانيا العظمى وأيرلندا) في مركز الهجوم. لعب مع نادي دمبرتون ونادي سلتيك ونادي ستنهاوسموير ونادي غرينوك مورتون.